# Jean Mersch
Pour les articles homonymes, voir Mersch (homonymie).
Jean Mersch, né le 30 décembre 1911 à Gentilly et mort le 17 avril 1989 à Versailles, est un entrepreneur français.

## Biographie
Son grand-père paternel, Jean Mersch, était venu en 1871 du Luxembourg à Paris pour créer une imprimerie. Son père, Henri Mersch, à la tête d'une entreprise familiale de tannerie à Gentilly, a milité au Sillon de Marc Sangnier en faveur d'un catholicisme social. Après ses études au collège Stanislas, puis à l'ESSEC et à la Faculté de droit de Paris, dont il sort docteur en droit, il entre dans l'entreprise familiale. Il se marie en 1936 avec Marie-Hélène Brault ; ils auront cinq enfants (dont une fille mariée à Pierre-Yves Cossé).
Il devient gérant en 1949, puis président-directeur général en 1962 de l'entreprise familiale. Il est le créateur en 1938 du Centre des Jeunes Patrons, devenu en 1968 le Centre des jeunes dirigeants d'entreprise.

## Le CJP (Centre des jeunes patrons)
Le 7 mai 1938, après avoir milité à l'ACJF, il fonde avec une centaine de jeunes chefs d'entreprise (Jean Delemer, Jacques Warnier, Guy Raclet, Jacques Bruneau, Pierre Bernard Cousté etc.), le CJP (Centre des jeunes patrons). 
« Alors qu'il fallait se mettre tous ensemble à construire un monde nouveau, on a discuté. Et ce fut la période de réaction défensive que nous connûmes, l'ère des compromis et des marchandages, la chute progressive jusqu'à la ruine. C'est de cette inquiétude que naquit l'engagement. Il fut pris en mai 1938 par une centaine de jeunes patrons réunis en une journée de rencontre qui aboutit à la création du C J P ».
Les trois priorités du CJP sont :
- être une force de proposition qui apporte des idées novatrices sur l'entreprise
- former les jeunes patrons : des dizaines de milliers de dirigeants ont été formés par le CJP/CJD
- replacer l'homme au centre de l'entreprise : l'entreprise est au service de l'homme.

Jean Mersch écrit encore sur le jeune patron : « Il est d'abord jeune, c'est-à-dire dynamique et créateur. Il n'aime pas les lamentations sur un passé qui s'estompe. Il est tendu tout entier vers un avenir qui s'élabore chaque jour… Autour du jeune patron tout est vie, évolution, devenir. L'essentiel est d'être un créateur,… d'être à l'extrême pointe de cette évolution, d'en pressentir le cours et de l'entraîner quand il le faut. Le jeune patron est naturellement révolutionnaire ». 
En 1968, le CJP devient le CJD qui continuera à proposer à de jeunes dirigeants de partager ces mêmes valeurs.
Jean Mersch a poursuivi toute sa vie cette réflexion sur l'avenir de l'homme, notamment dans le cadre :
- du Centre catholique des intellectuels français (CCIF)
- des matinées mensuelles de réflexion organisées par le Père Varillon, jésuite
- des Amis du Père Teilhard de Chardin
- de l'ACADI (Association des Cadres Dirigeants de l'Industrie pour le progrès social et économique) dont il sera vice-président-délégué jusqu'à son décès en 1989.